# Алекс Фабрегас
Алекс Фабрегас (ісп. Alex Fàbregas, 25 жовтня 1980) — іспанський хокеїст на траві.
Срібний призер Олімпійських Ігор 2008 року, учасник 2004, 2012 років.
Чемпіон Європи 2005 року, срібний призер 2007 року.
Переможець Виклику чемпіонів 2003 року.
Переможець Трофею чемпіонів 2004 року, срібний призер 2011 року, бронзовий призер 2005, 2006 років.